# Winterthurer Grossfeldtrophy 2016 (Sonntag)
Die Winterthurer Grossfeldtrophy 2016 (Sonntag) war die 2. Austragung des Winterthurer Handballgrossfeldcupwettbewerbs.

## Resultate

### Rangliste
| Pl.                                |  | Verein               | Sp. | S | U | N | Tore    | Diff. | Punkte |
| ---------------------------------- |  | -------------------- | --- | - | - | - | ------- | ----- | ------ |
| 1.                                 |  | SG Pfadi/Yellow/U19  | 3   | 3 | 0 | 0 | 065:530 | +12   | 06:00  |
| 2.                                 |  | TV Appenzell         | 3   | 2 | 0 | 1 | 062:590 | +3    | 04:20  |
| 3.                                 |  | HC Neftenbach        | 3   | 1 | 0 | 2 | 054:550 | −1    | 02:40  |
| 4.                                 |  | Rüti/Rapperswil/Jona | 3   | 0 | 0 | 3 | 046:600 | −14   | 00:60  |
| Quelle: SHV, Stand: 17. April 2017 |  |                      |     |   |   |   |         |       |        |

| Zum Rundenende 2016: |                                  |
|                      |                                  |
|                      | Qualifikation für die Finalrunde |
|                      |                                  |

### Spiele
| 19. Juni 2016 10:00 Uhr | SG Pfadi/Yellow/U19 | 18:17 | HC Neftenbach | Stadion Schützenwiese, Winterthur |
| 19. Juni 2016 10:00 Uhr | (10:7)              |       |               | Stadion Schützenwiese, Winterthur |
| 19. Juni 2016 10:00 Uhr | Spielbericht        |       |               | Stadion Schützenwiese, Winterthur |

| 19. Juni 2016 11:00 Uhr | TV Appenzell | 19:16 | Rüti/Rapperswil/Jona | Stadion Schützenwiese, Winterthur |
| 19. Juni 2016 11:00 Uhr | (9:10)       |       |                      | Stadion Schützenwiese, Winterthur |
| 19. Juni 2016 11:00 Uhr | Spielbericht |       |                      | Stadion Schützenwiese, Winterthur |

| 19. Juni 2016 12:00 Uhr | SG Pfadi/Yellow/U19 | 25:19 | TV Appenzell | Stadion Schützenwiese, Winterthur |
| 19. Juni 2016 12:00 Uhr | (11:6)              |       |              | Stadion Schützenwiese, Winterthur |
| 19. Juni 2016 12:00 Uhr | Spielbericht        |       |              | Stadion Schützenwiese, Winterthur |

| 19. Juni 2016 13:00 Uhr | HC Neftenbach | 19:13 | Rüti/Rapperswil/Jona | Stadion Schützenwiese, Winterthur |
| 19. Juni 2016 13:00 Uhr | (7:5)         |       |                      | Stadion Schützenwiese, Winterthur |
| 19. Juni 2016 13:00 Uhr | Spielbericht  |       |                      | Stadion Schützenwiese, Winterthur |

| 19. Juni 2016 14:00 Uhr | SG Pfadi/Yellow/U19 | 22:17 | Rüti/Rapperswil/Jona | Stadion Schützenwiese, Winterthur |
| 19. Juni 2016 14:00 Uhr | (10:8)              |       |                      | Stadion Schützenwiese, Winterthur |
| 19. Juni 2016 14:00 Uhr | Spielbericht        |       |                      | Stadion Schützenwiese, Winterthur |

| 19. Juni 2016 15:00 Uhr | HC Neftenbach | 18:24 | TV Appenzell | Stadion Schützenwiese, Winterthur |
| 19. Juni 2016 15:00 Uhr | (10:15)       |       |              | Stadion Schützenwiese, Winterthur |
| 19. Juni 2016 15:00 Uhr | Spielbericht  |       |              | Stadion Schützenwiese, Winterthur |